# Пежо 5008
Пежо 5008 (фр. Peugeot 5008) модел је аутомобила који производи француска фабрика аутомобила Пежо. Производи се од 2009. године и то у две каросеријске верзије: до 2016. године као минивен, а од 2017. године као кросовер.

## Историјат

### Прва генерација (2009–2016)
Представљен је на међународном сајму аутомобила у Франкфурту септембра 2009. године. Пежо 5008 дели основну структуру и механичке компоненте са првом генерацијом 3008 и сличан му је у погледу дизајна и са првом генерацијом Ситроен Ц4 пикасо. На европском тржишту се нашао новембра исте године. У непромењеном облику, модел се производио до 2013. године, када је прошао рестилизацију.
Захваљујући пространој унутрашњости и футуристичком дизајну, 5008 је колоквијално названа „свемирски караван” (Space Wagon). Теретни простор у Пежоу 5008 је огроман, по обиму у конфигурацији са пет седишта има 679 литара, а са седам седишта 210 литара. Са само два предња седишта, складиште је у стању да прими 2.506 литара пртљага, а седишта другог и трећег реда у овом случају се уклапају у потпуно раван простор.
Године 2010, добија награду за најбољи минивен од стране What Car? магазина.

#### Мотори
| Модел         | Тип мотора | Запремина | Снага           | Момент          | Мењач        | 0–100 km/h | Брзина   |
| Бензин        | Бензин     | Бензин    | Бензин          | Бензин          | Бензин       | Бензин     | Бензин   |
| ------------- | ---------- | --------- | --------------- | --------------- | ------------ | ---------- | -------- |
| 120 VTi       | R4         | 1598 cm³  | 88 kW (118 КС)  | 160 Nm/4250 rpm | 5° мануелни  | 12,2 сек.  | 188 km/h |
| PureTech 130  | R3         | 1199 cm³  | 96 kW (129 КС)  | 230 Nm/1750 rpm | 6° мануелни  | 10,8 сек.  | 201 km/h |
| 155 THP       | R4         | 1598 cm³  | 115 kW (154 КС) | 240 Nm/1400 rpm | 6° мануелни  | 9,6 сек.   | 195 km/h |
| 165 THP       | R4         | 1598 cm³  | 121 kW (162 КС) | 240 Nm/1400 rpm | 6° аутоматик | 9,6 сек.   | 195 km/h |
| Дизел         |            |           |                 |                 |              |            |          |
| HDi FAP 110   | R4         | 1560 cm³  | 80 kW (110 КС)  | 240 Nm/1750 rpm | 6° мануелни  | 12,3 сек.  | 183 km/h |
| HDi FAP 110   | R4         | 1560 cm³  | 82 kW (110 КС)  | 270 Nm/1750 rpm | 6° мануелни  | 12,3 сек.  | 185 km/h |
| HDi 115       | R4         | 1560 cm³  | 84 kW (113 КС)  | 270 Nm/1750 rpm | 6° мануелни  | 12,3 сек.  | 185 km/h |
| e-HDi FAP 115 | R4         | 1560 cm³  | 84 kW (113 КС)  | 270 Nm/1750 rpm | 6° мануелни  | 13,2 сек.  | 183 km/h |
| BlueHDi 120   | R4         | 1997 cm³  | 88 kW (118 КС)  | 300 Nm/1750 rpm | 6° мануелни  | 12,0 сек.  | 183 km/h |
| HDi FAP 150   | R4         | 1997 cm³  | 110 kW (150 КС) | 340 Nm/2000 rpm | 6° мануелни  | 9,9 сек.   | 195 km/h |
| BlueHDi 150   | R4         | 1997 cm³  | 110 kW (150 КС) | 370 Nm/2000 rpm | 6° мануелни  | 9,8 сек.   | 195 km/h |
| HDi FAP 160   | R4         | 1997 cm³  | 120 kW (160 КС) | 340 Nm/2000 rpm | 6° аутоматик | 10,4 сек.  | 190 km/h |

#### Галерија
- Пре редизајна
- Пре редизајна
- После редизајна

### Друга генерација (2017–2023)
Као нови члан брзо растућег сегмента кросовер аутомобила, 5008 је стигао као замена за претходника који је припадао класи минивен возила. Друга генерација је представљена новинарима септембра 2016. године, пре представљања јавности заказаног за сајам аутомобила у Паризу 2016. године. Пежо 5008 је кросовер са пет или седам седишта, а главни конкуренти су му Шкода кодијак, Хјундаи тусон, Кија спортиџ, Нисан икс-трејл, Форд куга, Џип чироки, Фолксваген тигуан, Доџ џорни, Субару форестер, Хонда CR-V и Тојота RAV4.
Ради веће функционалности путничке кабине, 5008 има модуларна седишта, три потпуно независна и преклопива седишта налазе се у другом, а два независна, преклопива и уклонива седишта у опционом, трећем реду. 5008-ицу карактеришу најновија верзија „i-Cockpit” командне табле, ЕМП2 модуларна механичка платформа и велики број нових система и садржаја чији је циљ да вожњу учине сигурнијом и забавнијом. Са укупном дужином од 4,64 метра, 5008-ица је за 19 цм дужа од Пежоа 3008 II, а 11 цм у односу на свог претходника. Међуосовинско растојање је 2,84 метра, док је капацитет пртљажника од 780 литара.

#### Мотори
| Модел            | Тип мотора | Запремина | Снага           | Момент          | Мењач        | 0–100 km/h | Брзина   |
| Бензин           | Бензин     | Бензин    | Бензин          | Бензин          | Бензин       | Бензин     | Бензин   |
| ---------------- | ---------- | --------- | --------------- | --------------- | ------------ | ---------- | -------- |
| PureTech 130     | R3         | 1199 cm³  | 96 kW (129 КС)  | 230 Nm/1750 rpm | 6° мануелни  | 9,9 сек.   | 188 km/h |
| THP 165 EAT6     | R4         | 1598 cm³  | 121 kW (162 КС) | 240 Nm/1400 rpm | 6° аутоматик | 9,2 сек.   | 206 km/h |
| PureTech 180     | R4         | 1598 cm³  | 133 kW (178 КС) | 250 Nm/1650 rpm | 8° аутоматик | 8,3 сек.   | 218 km/h |
| Дизел            |            |           |                 |                 |              |            |          |
| BlueHDi 120      | R4         | 1560 cm³  | 88 kW (118 КС)  | 300 Nm/1750 rpm | 6° мануелни  | 11,4 сек.  | 182 km/h |
| BlueHDi 130      | R4         | 1499 cm³  | 96 kW (129 КС)  | 300 Nm/1750 rpm | 6° мануелни  | 11,1 сек.  | 191 km/h |
| BlueHDi 150      | R4         | 1997 cm³  | 110 kW (150 КС) | 370 Nm/2000 rpm | 6° мануелни  | 9,6 сек.   | 207 km/h |
| BlueHDi 180 EAT8 | R4         | 1997 cm³  | 130 kW (170 КС) | 400 Nm/2000 rpm | 8° аутоматик | 9,2 сек.   | 208 km/h |
| BlueHDi 180 EAT6 | R4         | 1997 cm³  | 133 kW (178 КС) | 400 Nm/2000 rpm | 6° аутоматик | 9,1 сек.   | 211 km/h |